# EuroHockey Club Champions Cup 2007 (Herren, Feld)
Die 34. und letztmalige Austragung des EuroHockey Club Champions Cup (Herren, Feld) vor Einführung der Euro Hockey League fand vom 25. bis zum 28. Mai 2007 beim niederländischen Vertreter HC Bloemendaal statt. Titelverteidiger HTC Stuttgarter Kickers konnte sich aufgrund der Niederlage im DM-Finale gegen den Crefelder HTC nicht qualifizieren. Insgesamt gab es mit Pocztowiec Poznań und dem wie im Vorjahr im Finale unterlegenen Atletic Terrassa nur zwei Teams, die bereits 2006 teilnahmen. Der Crefelder HTC sicherte sich erstmals den Titel durch ein 1:0 im Finale gegen Atletic Terrassa.

## EuroHockey Club Champions Cup
Gruppe A
Freitag, 25. Mai 2007
- 10:00 A Crefelder HTC  – Kelburne HC  2:1
- 12:00 A Pocztowiec Poznań  – Reading HC  5:3

Samstag, 26. Mai 2007
- 10:00 A: Pocztowiec Poznań  – Kelburne HC  2:6
- 12:00 A: Crefelder HTC  – Reading HC  1:1

Sonntag, 27. Mai 2007
- 10:00 A: Crefelder HTC  – Pocztowiec Poznań  6:2
- 12:00 A: Reading HC  – Kelburne HC  2:1

| Pos. | Verein            | Tore | Punkte |
| ---- | ----------------- | ---- | ------ |
| 1.   | Crefelder HTC     | 9:4  | 7      |
| 2.   | Reading HC        | 6:7  | 4      |
| 3.   | Kelburne HC       | 8:6  | 3      |
| 4.   | Pocztowiec Poznań | 9:15 | 3      |

Gruppe B
Freitag, 25. Mai 2007
- 14:00 B Atlètic Terrassa   vs. St. Germain en Laye HC  7:2
- 16:00 B  HC Bloemendaal   vs. Waterloo Ducks HC  1:0

Samstag, 26. Mai 2007
- 14:00 B: Atlètic Terrassa  vs. Waterloo Ducks HC  4:2
- 16:00 B:  HC Bloemendaal  vs. St. Germain en Laye HC  9:0

Sonntag, 27. Mai 2007
- 14:00 B:  Waterloo Ducks HC  vs. St. Germain en Laye HC  5:0
- 16:00 B:  Atlètic Terrassa   vs. HC Bloemendaal  3:2

| Pos. | Verein                 | Tore | Punkte |
| ---- | ---------------------- | ---- | ------ |
| 1.   | Atlètic Terrassa       | 14:6 | 9      |
| 2.   | HC Bloemendaal         | 12:3 | 6      |
| 3.   | Waterloo Ducks HC      | 7:5  | 3      |
| 4.   | St. Germain en Laye HC | 2:21 | 0      |

Platzierungsspiele
Montag, 28. Mai 2007
- 08:00 Abstiegsspiel 4.A – 3.B: Pocztowiec Poznań  – Waterloo Ducks HC  2:7
- 10:15 Abstiegsspiel 3.A – 4.B: Kelburne HC  – St. Germain en Laye HC  4:5 (nach Siebenmeterschießen)
- 12:30 Spiel um Platz 3: Reading HC  – HC Bloemendaal  2:6
- 15:00 Finale: Crefelder HTC  – Atlètic Terrassa   1:0

## EuroHockey Club Champions Trophy
Die EuroHockey Club Champions Trophy fand vom 24. – 27. Mai 2007 in der walisischen Stadt Cardiff statt. Sie bildete den ersten Unterbau zum EuroHockey Club Champions Cup. Die Clubs spielten neben dem Titel auch um Punkte für ihren nationalen Verband in der EHF-3-Jahres-Wertung, die die Anzahl der Clubs einer Nation für die Europacupwettbewerbe festlegt.

Gruppe A
Donnerstag, 24. Mai 2007
- SC Stroitel Brest  – HC Lipovci  3:2 (2:0)
- Pembroke Wanderers  – HC Dinamo Kasan  1:4 (1:0)

Freitag, 25. Mai 2007
- SC Stroitel Brest  – HC Dinamo Kasan  4:4 (1:1)
- Pembroke Wanderers  – HC Lipovci  5:1 (2:1)

Samstag, 26. Mai 2007
- SC Stroitel Brest  – Pembroke Wanderers  2:4 (1:2)
- HC Dinamo Kasan  – HC Lipovci  8:1 (5:1)

| Pos. | Verein             | Tore | Punkte |
| ---- | ------------------ | ---- | ------ |
| 1.   | HC Dinamo Kasan    | 16:6 | 7      |
| 2.   | Pembroke Wanderers | 10:7 | 6      |
| 3.   | SC Stroitel Brest  | 9:10 | 4      |
| 4.   | HC Lipovci         | 4:16 | 0      |

Gruppe B
Donnerstag, 24. Mai 2007
- HC Rotweiss Wettingen  – Post SV Wien  4:2 (3:0)
- Bohemians Prag  – Cardiff HC  2:4 (2:1)

Freitag, 25. Mai 2007
- HC Rotweiss Wettingen  – Cardiff HC  2:3 (1:1)
- Bohemians Prag  – Post SV Wien  3:1 (0:0)

Samstag, 26. Mai 2007
- Bohemians Prag  – HC Rotweiss Wettingen  2:7 (1:2)
- Post SV Wien  – Cardiff HC  2:1 (2:1)

| Pos. | Verein                | Tore | Punkte |
| ---- | --------------------- | ---- | ------ |
| 1.   | HC Rotweiss Wettingen | 13:7 | 6      |
| 2.   | Cardiff HC            | 8:6  | 6      |
| 3.   | Post SV Wien          | 5:8  | 3      |
| 4.   | Bohemians Prag        | 7:12 | 3      |

Platzierungsspiele
Sonntag, 27. Mai 2007
- Abstiegsspiel 4.A – 3.B: HC Lipovci  – Post SV Wien  2-2 (0:0) 5-4 (nach Siebenmeterschießen)
- Abstiegsspiel 3.A – 4.B: SC Stroitel Brest  – Bohemians Prag  10-2 (6:1)
- Aufstiegsspiel 2.A – 1.B: Pembroke Wanderers  – HC Rotweiss Wettingen  2-2 (1:1) 5-3 (nach Siebenmeterschießen)
- Aufstiegsspiel 1.A – 2.B: HC Dinamo Kasan  – Cardiff HC  5-1 (2:0)

## EuroHockey Club Champions Challenge
Die EuroHockey Club Champions Challenge fand vom 24. – 27. Mai 2007 in der italienischen Hauptstadt Rom statt. Sie bildete den zweiten Unterbau zum EuroHockey Club Champions Cup.

Gruppe A
Donnerstag, 24. Mai 2007
- Olimpic Vinnitsa  – Rabat Depiro HC  8:0 (3:0)
- CFU Lamas  – HC Roma  0:2 (0:0)

Freitag, 25. Mai 2007
- Olimpic Vinnitsa  – HC Roma  4:3 (2:1)
- CFU Lamas  – Rabat Depiro HC  9:1 (5:0)

Samstag, 26. Mai 2007
- Olimpic Vinnitsa  – CFU Lamas  0:0 (0:0)
- HC Roma  – Rabat Depiro HC  9:1 (6:1)

| Pos. | Verein           | Tore | Punkte |
| ---- | ---------------- | ---- | ------ |
| 1.   | Olimpic Vinnitsa | 12:3 | 7      |
| 2.   | HC Roma          | 14:5 | 6      |
| 3.   | CFU Lamas        | 9:3  | 4      |
| 4.   | Rabat Depiro HC  | 2:26 | 0      |

Gruppe B
Donnerstag, 24. Mai 2007
- Grammarians HC  – KPH Rača  5:5 (3:2)
- HAHK Mladost  – Orient Lyngby  1:1 (1:0)

Freitag, 25. Mai 2007
- Grammarians HC  – Orient Lyngby  4:1 (2:0)
- HAHK Mladost  – KPH Rača  3:1 (2:0)

Samstag, 26. Mai 2007
- Grammarians HC  – HAHK Mladost  0:1 (0:0)
- Orient Lyngby  – KPH Rača  6:0 (1:0)

| Pos. | Verein         | Tore | Punkte |
| ---- | -------------- | ---- | ------ |
| 1.   | HAHK Mladost   | 5:2  | 7      |
| 2.   | Orient Lyngby  | 8:5  | 4      |
| 3.   | Grammarians HC | 9:7  | 4      |
| 4.   | KPH Rača       | 6:14 | 1      |

Platzierungsspiele
Sonntag, 27. Mai 2007
- Abstiegsspiel 4.A – 3.B: Rabat Depiro HC  – Grammarians HC 1-6 (1:2)
- Abstiegsspiel 3.A – 4.B: CFU Lamas – KPH Rača  3-2 (1:1)
- Aufstiegsspiel 2.A – 1.B: HC Roma  – HAHK Mladost  4-1 (3:1)
- Aufstiegsspiel 1.A – 2.B: Olimpic Vinnitsa  – Orient Lyngby  5-2

## EuroHockey Club Champions Challenge II
Die EuroHockey Club Champions Challenge fand vom 25. – 28. Mai 2007 in der griechischen Hauptstadt Athen statt. Sie bildete den dritten Unterbau zum EuroHockey Club Champions Cup.

Gruppe A
Freitag, 25. Mai 2007
- HK Elektrovojvodina  – Valhalla LHC  3:3 (1:2)
- HC Ymittos  – HC Ardas-Rudamina  5:1 (3:0)

Samstag, 26. Mai 2007
- HK Elektrovojvodina  – HC Ardas-Rudamina  0:2 (0:0)
- HC Ymittos  – Valhalla LHC  2:2 (1:0)

Sonntag, 27. Mai 2007
- HK Elektrovojvodina  – HC Ymittos  0:6 (0:1)
- HC Ardas-Rudamina  – Valhalla LHC  2:4 (1:1)

| Pos. | Verein              | Tore | Punkte |
| ---- | ------------------- | ---- | ------ |
| 1.   | HC Ymittos          | 13:3 | 7      |
| 2.   | Valhalla LHC        | 9:7  | 5      |
| 3.   | HC Ardas-Rudamina   | 5:9  | 3      |
| 4.   | HK Elektrovojvodina | 3:11 | 1      |

Gruppe B
Freitag, 25. Mai 2007
- Épitok HC  – Kecioren Belediye SC  5:0 (2:0)
- Aker HC  – Atasport HC  0:6 (0:2)

Samstag, 26. Mai 2007
- Épitok HC  – Atasport HC 1:5 (1:2)
- Aker HC  – Kecioren Belediye SC  5:1 (1:0)

Sonntag, 27. Mai 2007
- Épitok HC  – Aker HC  4:1 (4:0)
- Atasport HC  – Kecioren Belediye SC  10:0 (2:0)

| Pos. | Verein               | Tore | Punkte |
| ---- | -------------------- | ---- | ------ |
| 1.   | Atasport HC          | 21:1 | 9      |
| 2.   | Épitok HC            | 10:6 | 6      |
| 3.   | Aker HC              | 6:11 | 3      |
| 4.   | Kecioren Belediye SC | 1:20 | 0      |

Platzierungsspiele
Montag, 28. Mai 2007
- 4.A – 3.B: HK Elektrovojvodina  – Aker HC  4:4 (3:3) 2:3 nach 7-m-Schießen
- 3.A – 4.B: HC Ardas-Rudamina  – Kecioren Belediye SC  8:0 (5:0)
- Aufstiegsspiel 2.A – 1.B: Valhalla LHC  – Atasport HC  0:4 (0:4)
- Aufstiegsspiel 1.A – 2.B: HC Ymittos  – Épitok HC  3:2 (2:1)

## Quelle
- Deutsche Hockey Zeitung Juni 2007